# Marcus Bischoff

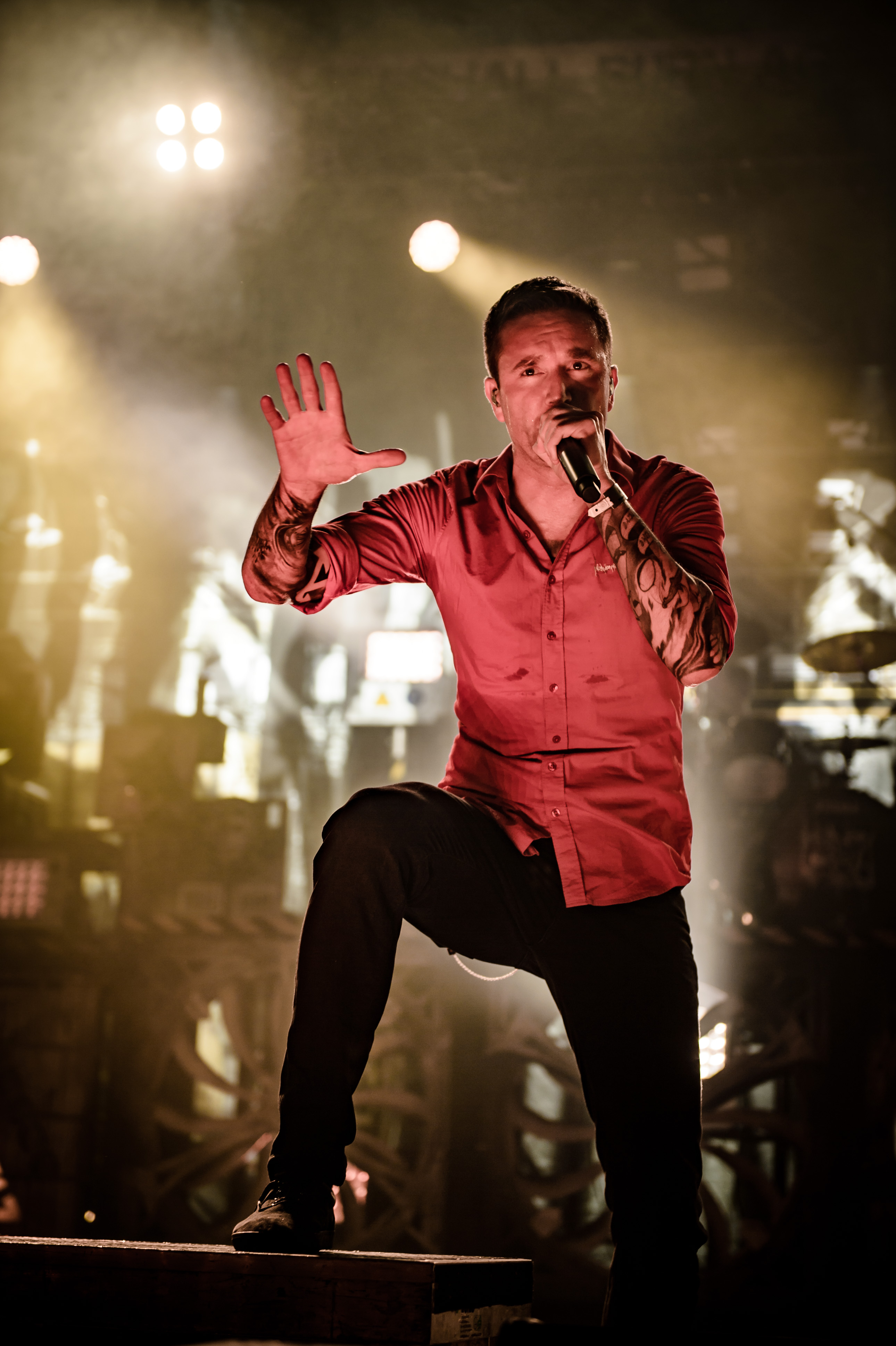
Marcus Bischoff bei einem Konzert mit Heaven Shall Burn, 2018.

Marcus Bischoff (* 8. September 1980 in Rudolstadt) ist ein deutscher Metal-Sänger der Band Heaven Shall Burn und ausgebildeter Krankenpfleger.

## Biografie
Bischoff wurde am 8. September 1980 im thüringischen Rudolstadt als Sohn einer Krankenschwester und eines Stahlhändlers geboren. Er besuchte das Gymnasium in Gorndorf. Aufgrund seiner politischen Einstellung wurde er zu Schulzeiten von einigen Mitschülern drangsaliert. Obwohl seine Mutter ihm abriet einen Pflegeberuf zu erlernen, wurde Bischoff im Alter von 23 Jahren selbst Krankenpfleger, nachdem er ein Studium in Umwelttechnik abgebrochen hatte. Zuvor absolvierte Bischoff einen Zivildienst, wo er mit geistig beeinträchtigten Menschen arbeitete.
Er lebt Straight Edge und vegan. Bischoff arbeitet in den Thüringen-Kliniken in Saalfeld und wohnt in Unterwellenborn.

## Politische Ansichten
Bischoff setzt sich für Tier- und Menschenrechte ein. Außerdem engagiert er sich gegen Rassismus und Faschismus.

## Karriere
Durch seinen Vater, der ihm Kassetten von Gruppen wie Deep Purple und den Scorpions vorspielte, kam Bischoff erstmals mit dem Rock- und Metal-Genre in Kontakt. Sein erstes Konzert, das er besuchte, war ein Auftritt der Gruppe Black Sabbath im Jahr 1994 in der Thüringenhalle.
Als er zusammen mit einem Musiker der lokalen Metal-Band Consense in einer Wohngemeinschaft lebte, kam er auch mit den übrigen Musikern der Gruppe in Kontakt, die ihn baten, Gesangslinien für ein Demotape einzuspielen. Im Alter von 18 Jahren wurde Bischoff als Sänger in die Gruppe aufgenommen. Aus Consense wurde etwas später Heaven Shall Burn. Mit der Gruppe nahm Bischoff eine EP, fünf Split-Veröffentlichungen und zehn vollwertige Studioalben auf. Sechs der veröffentlichten Alben erreichten eine Chartnotierung in den deutschen Albumcharts, fünf davon stiegen zudem in Österreich und in der Schweiz ein. Die Alben Veto, Wanderer und Of Truth and Sacrifice stiegen jeweils in den Top-10 ein, wobei letzteres sich auf Platz eins der Albumcharts positionieren konnte.
Als Gastsänger war Bischoff bereits für Gruppen wie Deadlock, Hate Squad, Caliban, Décembre Noir, Hansen & Friends, Mercenary, Maroon und Neaera zu hören. 2020 trat er dem Projekt Our Loss Is Total bei, das kurz zuvor von einigen Mitgliedern der befreundeten Band Neaera gegründet wurde. Gemeinsam nahmen sie zwischen Juli 2020 und Januar 2021 die Debüt-EP I auf, die am 16. Dezember 2022 erschien.
Bischoff musste 2025 den Auftritt seiner Band bei Rock am Ring aus gesundheitlichen Gründen abbrechen. Bei folgenden Auftritten wurde er von Britta Görtz ersetzt.

## Diskografie

### Mit Our Loss Is Total
- 2022: I (EP, End Of Orbit Records)

### Als Gastmusiker
- 2002: An End Like This von Maroon auf dem Album Antagonist
- 2003: Storm of Rage von Caliban auf dem Album Shadow Hearts
- 2006: Soul Decision von Mercenary auf dem Album The Hours That Remain
- 2007: Liberation von Neaera auf dem Album Armamentarium
- 2008: Rise Up, My War und Rivers of Blood von Hate Squad auf dem Album Dengüello Wartunes
- 2012: We Are the Many von Caliban auf dem Album I Am Nemesis
- 2016: Fire & Ice, Left Behind und Follow the Sun von Hansen & Friends auf dem Album XXX – Three Decades of Metal
- 2020: SUPERNØVA von GHØSTKID.
- 2022: The Future Of A Past Life von Lord of the Lost auf dem Album Blood & Glitter
- 2022: VirUS von Caliban auf dem Album Dystopia